# Якобчук, Владимир Анатольевич
Владимир Анатольевич Якобчук (Vladimir Yakobtchuk) (род. 1964) — советский и украинский художник.

## Биография
Родился в семье художника.
Окончил Пензенское художественное училище им. К. А. Савицкого по специальности «Преподаватель черчения и рисунка» (Факультет живописи, 1983—1987), затем Графический факультет Санкт-Петербургского Государственного академического института живописи, скульптуры и архитектуры им. И. Е. Репина Всероссийской Академии Художеств (1988—1994), по специальности «Художник-график». Учился в мастерской Ветрогонского В. А.
С января 1988 года ведет преподавательскую деятельность, обучал школьные группы в Восьмилетней школе пос. Возрождение Выборгского района Ленинградской области. Преподавал академический рисунок в Институте при Оптинском подворье в Санкт-Петербурге, в Невском институте управления и дизайна.  С августа 2014 преподает рисунок в Московском государственном академическом художественном училище памяти 1905 года.
Номинант на премию Художник года 2007.
Персональные выставки
- 2020 «Леда и лебедь. История случайной связи, которая привела к войне», Выборг, Выборгский объединённый музей-заповедник
- 2017 «15 метров в секунду», Выборг, Выборгский объединённый музей-заповедник
- 2011 «Венера. Мымра. Джоконда», Санкт-Петербург, Anna Nova Art Gallery[2]
- 1.6.-27.8.2006 «UNDREAM», Турку, Финляндия[3][4][5]
- 2000 «Гербарий», Турку — Райсио, Финляндия, Raision museo Harkko
- 1998 «Письма», Кёльн, Германия
- 1996 «Живопись и графика», Санкт-Петербург, Дом Архитектора
- 1995 «Стены», Хельсинки, Финляндия

Кураторские проекты
- 2024 ARTIST WANTED. ЭПИЗОД VII, Москва, Выставочные залы на Арбате, Государственный музей А.С. Пушкина[6]
- 2024 ARTIST WANTED. ЭПИЗОД VI, Санкт-Петербург, Кронштадт, Выставочный зал ДХШ им. Аникушина
- 2023 ARTIST WANTED. ЭПИЗОД V, Санкт-Петербург, Выставочный зал Библиотеки книжной графики
- 2021 ARTIST WANTED. ЭПИЗОД IV, Санкт-Петербург, Музей-квартира А. Блока
- 2019 ARTIST WANTED. ЭПИЗОД II, Москва, Галерея А3[7]
- 2018 ARTIST WANTED. Выборг, Выборгский объединённый музей-заповедник
- 2016 «Спецрисунок, или Графика не графика», Москва, Галерея «Нагорная»[8]
- 2012 Выставка Санкт-Петербургского Православного Института Религиоведения и Церковных Искусств, Выставочный зал городской библиотеки Ханко, Финляндия[9]
- 2008 Выставка Санкт-Петербургского Православного Института Религиоведения и Церковных Искусств, Выставочный зал Turun kristillinen opisto, Турку, Финляндия[10]

Избранные групповые проекты
- 2016 выставка «Притяжение реализма» выставочный зал Школы акварели Сергея Андрияки
- 2015 выставка «Сердца» в Музее городской скульптуры, Санкт-Петербург
- 2012 Таллинское триеннале рисунка, Таллин, Эстония
- 2012 «Third Invitational Exhibition of Contemporary International Watermedia Masters», Нанкин, Китай
- 2012 ART EXPO, Нью-Йорк, США
- 2006 «Коллаж в России. 20 век », Санкт-Петербург, Государственный Русский Музей
- 1994 «Художники Петербурга», Версаль, Франция
- 1986 «Печатная графика из собрания Слициан», Пенза

## Награды
- 2006 год — 3 премия «III Биеннале Графики в Санкт-Петербурге»
- 2007 год — Советник по культуре провинции Цзянсу, Китай
- 2009 год — 3 премия Модулор за методическую разработку «Опыт междисциплинарной интеграции художественной фотографии и шрифта в проектировании, на базе Невского института управления и дизайна» в соавторстве с Бугаев В. Я. и Руднева О. В.
- 2012 год — Золотая медаль «Third Invitational Exhibition of Contemporary International Watermedia Masters», Нанкин, Китай